# Michał Wołodkowicz
Michał Ignacy Wołodkowicz (ur. ok. 1731, rozstrzelany z wyroku Trybunału 13 lutego 1760 roku) – szlachcic polski, podskarbi Trybunału Głównego Wielkiego Księstwa Litewskiego w 1759 roku, klient Karola Radziwiłła "Panie Kochanku", członek Bandy Albeńskiej, 
Wołodkowicz, słynny warchoł litewski, był protegowanym Karola Radziwiłła, a zarazem kanclerzem słynnego towarzystwa przyjaciół Radziwiłła – Bandy Albeńskiej. Dzięki protekcji Karola Radziwiłła Wołodkowicz został wybrany w 1759 roku do Trybunału Głównego Wielkiego Księstwa Litewskiego, jako deputat miński. Członkowie trybunału obrali go podskarbim trybunalskim. Podczas jednego z posiedzeń 1 marca, po zatargu z marszałkiem Morykonim, pijany Wołodkowicz wtargnął na salę obrad trybunału i szablą zranił deputata lidzkiego Dłuskiego, który stanął w obronie Morykoniego. Za ten czyn został skazany na karę śmierci, którą, obawiając się interwencji Karola Radziwiłła, pospiesznie wykonano.
Postać Wołodkowicza przywołuje Henryk Rzewuski w swoich Pamiątkach Soplicy, opisując inne okoliczności jego śmierci, jest również wymieniony w Księdze 6 "Pana Tadeusza" Adama Mickiewicza jako człowiek stojący ponad prawem.